# Testa d'Asino
La Testa d'Asino, Eselskopf in tedesco, è un monte dei monti di Fundres situato a nord della Valle di Valles e la Val di Fundres, alto 2839 metri. 
Si trova a nord della Cima di Valmala, a sud della Punta Riva; è separato con questa dal passo che conduce in Val di Fundres.